# 1917 års bankkommitté
1917 års bankkommitté var en bankkommitté tillsatt enligt statsrådsprotokollet över finansärenden 22 september 1917 för att utreda frågor rörande det svenska bank- och kreditväsendet. Utredningen färdigställdes 1919, varpå dess betänkande utgavs i ett samlingsband med inledande redogörelse för dess verksamhet.
Betänkandet gällde bland annat bankers avdelningskontor och bankirers inlåning, ifrågasatt rätt för Riksbanken att gottgöra ränta på depositioner, banksammanslagningar, emissionsverksamhet, bankers aktieförvärv, statlig bankverksamhet och Riksbankens omorganisation. Ordförande i kommittén var Adolf af Jochnick, ledamöter bland annat nationalekonomerna Gustav Cassel och Emil Sommarin bankinspektören Folke von Krusenstjerna och storbankscheferna Oscar Rydbeck och Marcus Wallenberg.